# Kim Yeong-ok
Kim Yeong-ok (김영옥?; Chuncheon, 4 marzo 1974) è un'ex cestista sudcoreana.

## Carriera
Con la Corea del Sud ha disputato due Olimpiadi (2004, 2008) e i Campionati del mondo del 2002.